# Pohár FAČR
Pohár FAČR, od července 2015 podle sponzora zvaný MOL Cup (dříve zvaný také Pohár ČMFS, Raab Karcher Cup, SPORT 1 Cup, Volkswagen Cup, Ondrášovka Cup, Pohár České pošty či Pohár FAČR), je česká fotbalová soutěž, zastávající funkci národního poháru. Po vzoru FA Cupu, nejstarší soutěže tohoto typu, zde nastupují celky napříč spektrem českých fotbalových ligových soutěží a je zde uplatněn vyřazovací systém.
Soutěž byla založena v roce 1993 a přímo navázala na Český pohár, který se, jako součást Československého poháru, konal od roku 1969. Pořadatelem je Fotbalová asociace České republiky. Vítěz poháru se kvalifikuje do Evropské ligy UEFA, v minulosti se kvalifikoval do Poháru vítězů pohárů a v letech 2017 a 2019 do Česko-slovenského Superpoháru.
Nejúspěšnějším klubem je AC Sparta Praha, která pohár od roku 1993 vyhrála celkem osmkrát a z nějaké formy českého poháru má celkem 21 prvenství.
Nynější formát rozděluje soutěž na několik etap. Do jejího předkola či úvodního kola nastupují pouze týmy z nižších pater systému ligových soutěží v Česku. Do druhého kola potom i 11 celků z aktuálně hraného ročníku Chance ligy, k nimž se ve 3. kole přidává čtveřice nejlepších celků uplynulého ročníku Chance ligy a obhájce trofeje. Hraje se jednokolově na hřišti týmu z nižší soutěže. Ve 3. kole se mezi profesionální týmy z 1. a 2. ligy v případě vzájemného utkání losuje pořadatelství. Počínaje 4. kolem (osmifinále) neplatí ani toto pravidlo. Pokud tedy postoupí celek z 3. ligy nebo nižší soutěže do osmifinále, nemá zaručeno, že bude hrát utkání na domácí půdě. V sezonách 2007/08 a 2008/09 byla soutěž od čtvrtfinále do semifinále dvoukolová systémem doma–venku, v sezonách 2009/10 až 2015/16 to bylo již od osmifinále (4. kolo). V případě rovnosti výsledků v dvojzápase nenásledovalo prodloužení, ale rovnou penaltový rozstřel. Od sezony 2016/17 se v takové situaci hraje prodloužení a až poté případně penalty. Od roku 2018/19 se hraje pouze 1 zápas, tzv. odvety jsou zrušeny. Finále se hraje od roku 2019/20 na hřišti finalisty s horším (českým) pohárovým koeficientem.

## Historie

### Předchůdci poháru
V historii se na českém území hrálo hned několik pohárových soutěží. Za prvního předchůdce dnešního typu je považován Pohár dobročinnosti, takzvaný Charity Cup. Ten se hrál v letech 1906–1916, a to téměř výhradně mezi pražskými celky. Charity Cup byl prvním nejen v českých zemích, ale i v celém Rakousku-Uhersku. Nejúspěšnějším týmem tohoto období byla se ziskem čtyř prvenství SK Slavia Praha.
| Pohár dobročinnosti (1906–1916) |                      |
| Ročník                          | Vítěz                |
| 1906                            | SK Smíchov           |
| 1907                            | SK Smíchov           |
| 1908                            | SK Slavia Praha B    |
| 1909                            | AC Sparta Praha      |
| 1910                            | SK Slavia Praha      |
| 1911                            | SK Slavia Praha      |
| 1912                            | SK Slavia Praha      |
| 1913                            | SK Viktoria Žižkov   |
| 1914                            | SK Viktoria Žižkov   |
| 1915                            | AC Sparta Praha      |
| 1916                            | SK Viktoria Žižkov   |
| Středočeský pohár (1918–1948)   |                      |
| Ročník                          | Vítěz                |
| 1918                            | AC Sparta Praha      |
| 1919                            | AC Sparta Praha      |
| 1920                            | AC Sparta Praha      |
| 1921                            | SK Viktoria Žižkov   |
| 1922                            | SK Slavia Praha      |
| 1923                            | AC Sparta Praha      |
| 1924                            | AC Sparta Praha      |
| 1925                            | AC Sparta Praha      |
| 1926                            | SK Slavia Praha      |
| 1927                            | SK Slavia Praha      |
| 1928                            | SK Slavia Praha      |
| 1929                            | SK Viktoria Žižkov   |
| 1930                            | SK Slavia Praha      |
| 1931                            | AC Sparta Praha      |
| 1932                            | SK Slavia Praha      |
| 1933                            | SK Viktoria Žižkov   |
| 1934                            | AC Sparta Praha      |
| 1935                            | SK Slavia Praha      |
| 1936                            | AC Sparta Praha      |
| 1937                            | nedohráno            |
|                                 |                      |
| 1940                            | SK Viktoria Žižkov   |
| 1941                            | SK Slavia Praha      |
| 1942                            | AFK Bohemia Vršovice |
| 1943                            | SK Slavia Praha      |
| 1944                            | SK Slavia Praha      |
|                                 |                      |
| 1948                            | AC Sparta Praha      |

V roce 1918, po konci I. sv. války, byl Charity Cup nahrazen Středočeským pohárem, kterého se krom účastníků z Prahy, účastnily i týmy ze středních Čech. Středočeský pohár se s přestávkami konal až do roku 1948, kdy byl definitivně zrušen. Nejúspěšnějším celkem v této fázi AC Sparta Praha a SK Slavia Praha.

### První epocha Českého poháru (1939–1946)
V roce 1938 převzal patronát na chodem československé kopané Československý fotbalový svaz, který přes mírný odpor středočeských klubů zakládá první Český pohár. Jeho první ročník se měl konat v sezoně 1938/39, ale sudetská krize a Mnichovská dohoda zapříčinila, že ani neodstartoval. Premiéru tak zažívá až za okupace v sezoně 1939/40. Ve finále zvítězila ve dvou zápasech druholigová SK Olomouc ASO, která porazila SK Prostějov 3–1 a 2–1 a stala se historicky prvním vítězem Českého poháru. Soutěž měla úspěch, ale stále měla silnou konkurenci v oblíbeném Středočeském poháru.
SK Slavia Praha a AC Sparta Praha se utkaly ve finále druhého oficiálního ročníku v sezoně 1940/41. Vítězem se po utkáních 2–3 a 6–3 stala SK Slavia Praha. Slavia vítězí i v ročníku 1941/42, následující dva ročníky ovládl městský rival Sparta. V ročníku 1944/1945 se kvůli totálnímu nasazení v Protektorátě nehrála liga, a tak byl pohár jedinou mistrovskou soutěží. Zvítězila Slavia po výhře nad SK Rakovník. V prvním poválečném ročníku 1945/46, hraném pod názvem Pohár osvobození, vítězí Sparta nad SK Slezská Ostrava. Z úvodních sedmi ročníku Českého poháru tedy vítězí 3× SK Slavia Praha, 3× AC Sparta Praha a jednou SK Olomouc ASO.

#### Přehled finálových utkání
| Ročník  | Vítězný tým         | Výsledek | Finalista           |
| ------- | ------------------- | -------- | ------------------- |
| 1939/40 | SK Olomouc ASO      | 3–1, 2–1 | SK Prostějov        |
| 1940/41 | SK Slavia Praha     | 2–3, 6–3 | AC Sparta Praha     |
| 1941/42 | SK Slavia Praha (2) | 5–2, 5–5 | AFK Bohemians Praha |
| 1942/43 | AC Sparta Praha     | 3–1, 7–1 | SK Viktoria Plzeň   |
| 1943/44 | AC Sparta Praha (2) | 4–2, 4–3 | SK Viktoria Plzeň   |
| 1945    | SK Slavia Praha (3) | 1–1, 5–2 | SK Rakovník         |
| 1945/46 | AC Sparta Praha (3) | 6–0, 3–0 | SK Slezská Ostrava  |

- Číslo v závorce udává, o kolikátý pohár se jedná. Není v případě premiérového vítězství.

### Poválečné období bez poháru
První snahy o obnovení tradice národního poháru nastaly v roce 1950. Československý fotbalový svaz zakládá Československý pohár, kterého se však účastní pouze vybrané kluby. První ročník v sezoně 1950/51 vyhrává slovenský Kovosmalt Trnava, když ve finále poráží 1–0 Armaturku Ústí nad Labem. Soutěž však existuje pouze dva roky a z důvodů nezájmu klubů je po finále ročníku 1951/52 zrušena. Druhý ročník vyhrál ATK Praha, který v českém finále porazil Sokol Hradec Králové 4–3.
V roce 1955 se při příležitosti konání Spartakiády konal i Spartakiádní fotbalový pohár, který je s odstupem času považován za jeden z ročníků Československého poháru. Ve finále se utkaly Slovan Bratislava a ÚDA Praha. Slovenský tým zvítězil 2–0. Stejně tomu bylo i při Spartakiádě 1960, kdy konečný vítěz TJ Rudá hvězda Brno získal díky finálovému vítězství 3–1 nad Dynamem Praha právo účastnit se jako první československý klub Poháru vítězů pohárů v sezoně 1960/61. Hned pro následující sezonu byl znovuzaložen Československý fotbalový pohár.

#### Přehled finálových utkání
| Ročník  | Vítězný tým           | Výsledek | Finalista               |
| ------- | --------------------- | -------- | ----------------------- |
| 1950/51 | Kovosmalt Trnava †    | 1–0      | Armaturka Ústí n. Labem |
| 1951/52 | ATK Praha             | 4–3      | Sokol Hradec Králové    |
|         |                       |          |                         |
| 1955    | Slovan Bratislava †   | 2–0      | ÚDA Praha               |
| 1959/60 | TJ Rudá hvězda Brno ± | 3–1      | Dynamo Praha            |

- Poznámky: † v Československém poháru zvítězilo slovenské mužstvo. ± TJ Rudá hvězda Brno získala jako první právo zastupovat Československo v Poháru vítězů pohárů v sezoně 1960/61. Číslo v závorce udává, o kolikátý pohár se jedná, není-li, jedná se o premiérového vítězství.

### Československý a Český pohár (1960–1993)

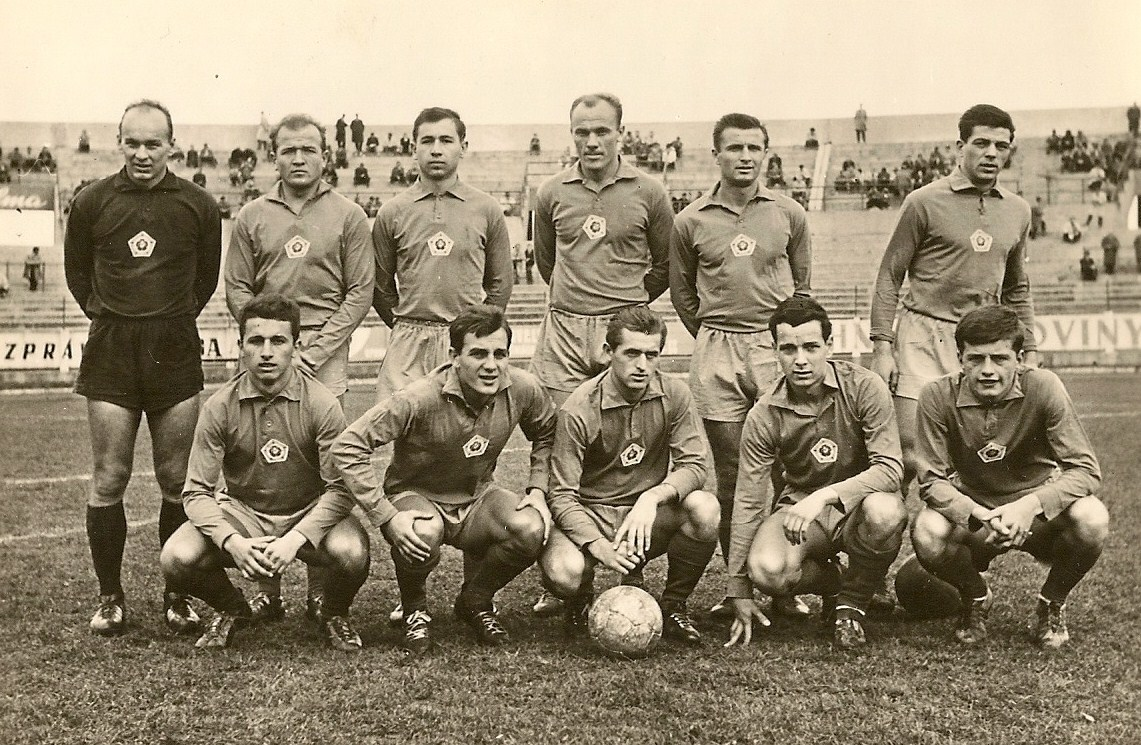
Slovan Bratislava dokázal v 60. letech 3× vyhrát Československý pohár (1962, 1963, 1968). Celkem 5× byl ve finále.

Právě evropské poháry, přesněji řečeno Pohár vítězů pohárů, byly podobně jako v jiných evropských zemích hlavním impulsem ke znovuzaložení Československého poháru. Pro první ročník 1960/61 byla soutěž navržena tak, že se mezi sebou utkají zvlášť česká a zvlášť slovenská mužstva. České semifinále obstarali Dukla Praha a Spartak Hradec Králové. Dukla zvítězila hladce 3–0 a ve finále narazila na DSO Dynamo Žilina, která po remíze 1–1 postoupila losem přes Lokomotívu Košice. Finále potom vyznělo pro Duklu jasně 3–0, a ta tak po roce 1952 vyhrála druhý Československý pohár.
Počínaje ročníkem 1961/62 už soutěž nebyla rozdělena na českou a slovenskou část, ale ve finále se shodou náhod pokaždé střetla mužstva z obou zemí. Během prvních devíti ročníků zvítězilo pětkrát mužstvo z Česka, z toho 4× Dukla Praha, a čtyřikrát mužstvo ze Slovenska, z toho 3× Slovan Bratislava. Během prvních čtyř ročníků platilo, že pokud finálový zápas skončí remízou, musí se finále opakovat. Tato situace nastala celkem dvakrát. V sezoně 1964/65 se po remíze 0–0 mezi Duklou a Slovanem konalo poprvé prodloužení a penaltový rozstřel, ve kterém Dukla zvítězila 5–3. Od sezony 1965/66 se finále hrálo na dva zápasy, v případě rovnosti počtu branek z obou utkání následovaly penalty.
Až v sezoně 1968/69 se ve finále střetly dva kluby z jedné republiky, konkrétně z ČSR. Dukla Praha získala už čtvrtý, spolu s ročníkem 1952 pátý, titul z Československého poháru, když ve finále porazila VCHZ Pardubice.
V roce 1969 došlo k reorganizaci Československého poháru, když byl založen zvlášť Český a Slovenský pohár. Československý fotbalový pohár však nebyl zrušen. Stal se z něho jakýsi Superpohár mezi vítězi obou pohárů. Jeho vítězi pak zůstalo právo nastupovat v Poháru vítězů pohárů. Prvním vítězem Českého poháru po 24 letech (od posledního v roce 1945–46) se stal TJ Gottwaldov, který následně vyhrál i Československý pohár.
Český pohár však velkou atraktivitu nezískal a pro následující dlouhé období byl jen schůdkem, který je potřeba překonat v cestě za vítězstvím v Československém poháru, kde v prestižním klání mohl změřit síly se soupeřem ze Slovenska a v případě úspěchu postoupit do Poháru vítězů pohárů. Z 24 ročníků, které se konaly do roku 1993, zvítězila 11× AC Sparta Praha, 4× FC Baník Ostrava a Dukla Praha. Zbylých pět triumfů si rozdělilo 5 klubů.
V Československém poháru (1960–1993) byla nejúspěšnější AC Sparta Praha spolu s Duklou Praha, oba kluby získaly trofej shodně osmkrát. Třetím nejúspěšnějším celkem zůstává s 5 vítězstvími ŠK Slovan Bratislava. Československý pohár skončil sezonou 1992/93 spolu s rozpadem Československa a zánikem Československého fotbalového svazu. Český pohár měl nástupce v Poháru ČMFS počínaje sezonou 1993/94.

#### Přehled finálových utkání
| Československý pohár (1960–1993) | Československý pohár (1960–1993) | Československý pohár (1960–1993) | Československý pohár (1960–1993) |                         | Český pohár (1969–1993) | Český pohár (1969–1993)      | Český pohár (1969–1993) |
| Ročník                           | Vítězný tým                      | Výsledek                         | Finalista                        |                         | Vítězný tým             | Výsledek                     | Finalista               |
| -------------------------------- | -------------------------------- | -------------------------------- | -------------------------------- | ----------------------- | ----------------------- | ---------------------------- | ----------------------- |
| 1960/61                          | Dukla Praha (2)                  | 3–0                              | DSO Dynamo Žilina                | Dukla Praha *           | 3–0                     | Spartak Hradec Králové       |                         |
| 1961/62                          | Slovan Bratislava (2) †          | 1–1, opak. 4–3                   | Dukla Praha                      |                         |                         |                              |                         |
| 1962/63                          | Slovan Bratislava (3) †          | 0–0, opak. 9–0                   | Dynamo Praha                     |                         |                         |                              |                         |
| 1963/64                          | Spartak Praha Sokolovo           | 4–1                              | VSS Košice                       |                         |                         |                              |                         |
| 1964/65                          | Dukla Praha (3)                  | 0–0 (5–3 pen.)                   | Slovan Bratislava                |                         |                         |                              |                         |
| 1965/66                          | Dukla Praha (4)                  | 2–1, 4–0                         | Tatran Prešov                    |                         |                         |                              |                         |
| 1966/67                          | Spartak Trnava (2) †             | 2–4, 2–0 (5–4 pen.)              | Sparta ČKD Praha                 |                         |                         |                              |                         |
| 1967/68                          | Slovan Bratislava (4) †          | 0–1, 2–0                         | Dukla Praha                      |                         |                         |                              |                         |
| 1968/69                          | Dukla Praha (5)                  | 1–1, 1–0                         | VCHZ Pardubice                   |                         |                         |                              |                         |
| 1969/70                          | TJ Gottwaldov                    | 3–3, 0–0 (4–3 pen.)              | Slovan Bratislava                | TJ Gottwaldov ±         | 2–2, 4–0                | LIAZ Jablonec                |                         |
| 1970/71                          | Spartak Trnava (3) †             | 2–1, 5–1                         | TJ Škoda Plzeň                   | TJ Škoda Plzeň          | 1–1, 3–3 1              | Sparta ČKD Praha „B“         |                         |
| 1971/72                          | Sparta ČKD Praha (2)             | 0–1, 4–3 (4–3 pen.)              | Slovan Bratislava                | Sparta ČKD Praha (4) ±  | 2–1, 2–1                | Dukla Praha                  |                         |
| 1972/73                          | FC Baník Ostrava                 | 1–2, 3–1                         | VSS Košice                       | FC Baník Ostrava ±      | 2–1, 0–1 2              | Sklo Union Teplice           |                         |
| 1973/74                          | Slovan Bratislava (5) †          | 0–1, 1–0 (4–3 pen.)              | Slavia IPS Praha                 | Slavia IPS Praha (4)    | 1–1, 3–1                | Sparta ČKD Praha             |                         |
| 1974/75                          | Spartak Trnava (4) †             | 3–1, 1–0                         | Sparta ČKD Praha                 | Sparta ČKD Praha (5)    | 1–0, 2–1                | FC Baník Ostrava             |                         |
| 1975/76                          | Sparta ČKD Praha (3)             | 3–2, 1–0                         | Slovan Bratislava                | Sparta ČKD Praha (6) ±  | 4–1, 1–0                | SONP Kladno                  |                         |
| 1976/77                          | FC Lokomotíva Košice †           | 2–1                              | Sklo Union Teplice               | Sklo Union Teplice      | 1–0, 2–1                | Sparta ČKD Praha             |                         |
| 1977/78                          | FC Baník Ostrava (2)             | 1–0                              | Jednota Trenčín                  | FC Baník Ostrava (2) ±  | 0–1, 2–0                | AŠ Mladá Boleslav            |                         |
| 1978/79                          | FC Lokomotíva Košice (2) †       | 2–1                              | FC Baník Ostrava                 | FC Baník Ostrava (3)    | 2–0, 1–0                | TJ Škoda Plzeň               |                         |
| 1979/80                          | Sparta ČKD Praha (4)             | 2–0                              | ZŤS Košice                       | Sparta ČKD Praha (7) ±  | 1–1, 4–2                | Bohemians Praha              |                         |
| 1980/81                          | Dukla Praha (6)                  | 4–1                              | Dukla Banská Bystrica            | Dukla Praha ±           | 3–1, 2–3                | Bohemians Praha              |                         |
| 1981/82                          | Slovan Bratislava (6) †          | 0–0 (4–2 pen.)                   | Bohemians Praha                  | Bohemians Praha         | 4–0                     | Dukla Praha                  |                         |
| 1982/83                          | Dukla Praha (7)                  | 2–1                              | Slovan Bratislava                | Dukla Praha (2) ±       | 2–1, 1–1                | Bohemians Praha              |                         |
| 1983/84                          | Sparta ČKD Praha (5)             | 4–2                              | FK Inter Bratislava              | Sparta ČKD Praha (8) ±  | 3–0, 3–0                | Dukla Praha                  |                         |
| 1984/85                          | Dukla Praha (8)                  | 3–2                              | FC Lokomotíva Košice             | Dukla Praha (3) ±       | 3–1                     | Dynamo České Budějovice      |                         |
| 1985/86                          | Spartak Trnava (5) †             | 1–1 (4–3 pen.)                   | Sparta ČKD Praha                 | Sparta ČKD Praha (9)    | 4–2                     | Dukla Praha                  |                         |
| 1986/87                          | DAC Dunajská Streda †            | 0–0 (3–2 pen.)                   | Sparta ČKD Praha                 | Sparta ČKD Praha (10)   | 1–1 (4–3 pen.)          | Slavia IPS Praha             |                         |
| 1987/88                          | Sparta ČKD Praha (6)             | 2–0                              | FK Inter Bratislava              | Sparta ČKD Praha (11) ± | 3–0                     | TJ Vítkovice                 |                         |
| 1988/89                          | Sparta ČKD Praha (7)             | 3–0                              | Slovan Bratislava                | Sparta ČKD Praha (12) ± | 1–0                     | Slavia IPS Praha             |                         |
| 1989/90                          | Dukla Praha (9)                  | 1–1 (5–4 pen.)                   | FK Inter Bratislava              | Dukla Praha (4) ±       | 5–3                     | Slovácká Slavia Uh. Hradiště |                         |
| 1990/91                          | FC Baník Ostrava (3)             | 6–1                              | Spartak Trnava                   | FC Baník Ostrava (4) ±  | 4–2                     | Dynamo České Budějovice      |                         |
| 1991/92                          | AC Sparta Praha (8)              | 2–1                              | Tatran Prešov                    | AC Sparta Praha (13) ±  | 2–1                     | FC Baník Ostrava             |                         |
| 1992/93                          | 1. FC Košice †                   | 5–1                              | AC Sparta Praha                  | AC Sparta Praha (14)    | 2–0                     | FC Boby Brno                 |                         |

- Poznámky: † v Československém poháru zvítězilo slovenské mužstvo. ± Vítěz Českého poháru zvítězil i v Československém poháru. * Konala se národní kvalifikace, Český pohár se neuděloval. Číslo v závorce udává, o kolikátý pohár se jedná, není-li, jedná se o premiérového vítězství.
  -  1  Odvetné utkání skončilo i po penaltách (5–5) nerozhodně, Plzeň zvítězila losem.
  -  2  FC Baník Ostrava zvítězil 5–4 na penalty.
- V ročnících 1975/76 (TJ Sparta ČKD Praha) a 1992/93 (1. FC Košice) zvítězila druholigová mužstva.

### Seznam vítězů Československého poháru 1950–1993
- Celkem se odehrálo 37 soutěžních ročníků, včetně let 1951, 1952, 1955 a 1960, označených hvězdičkou.
- V tabulce je uveden tradiční název klubu. Např. Spartak Praha Sokolovo či Sparta ČKD Praha jako AC Sparta Praha.

| Vítězové Československého poháru 1950–1993 | Vítězové Československého poháru 1950–1993 | Vítězové Československého poháru 1950–1993 | Vítězové Československého poháru 1950–1993                                       |
| ------------------------------------------ | ------------------------------------------ | ------------------------------------------ | -------------------------------------------------------------------------------- |
| Klub                                       | Tituly                                     | Finalista                                  | Vítězné ročníky                                                                  |
| Dukla Praha                                | 9                                          | 3                                          | 1951/52*, 1960/61, 1964/65, 1965/66, 1968/69, 1980/81, 1982/83, 1984/85, 1989/90 |
| AC Sparta Praha                            | 8                                          | 5                                          | 1963/64, 1971/72, 1975/76, 1979/80, 1983/84, 1987/88, 1988/89, 1991/92           |
| ŠK Slovan Bratislava                       | 6                                          | 6                                          | 1955*, 1961/62, 1962/63, 1967/68, 1973/74, 1981/82                               |
| FC Spartak Trnava                          | 5                                          | 1                                          | 1950/51*, 1966/67, 1970/71, 1974/75, 1985/86                                     |
| FC Baník Ostrava                           | 3                                          | 1                                          | 1972/73, 1977/78, 1990/91                                                        |
| FC Lokomotíva Košice                       | 2                                          | 1                                          | 1976/77, 1978/79                                                                 |
| FC Zbrojovka Brno                          | 1                                          | —                                          | 1959/60*                                                                         |
| FC Fastav Zlín                             | 1                                          | —                                          | 1969/70                                                                          |
| DAC Dunajská Streda                        | 1                                          | —                                          | 1986/87                                                                          |
| 1. FC Košice                               | 1                                          | 3                                          | 1992/93                                                                          |

- Finálové účasti týmů, které nikdy nevyhrály: SK Slavia Praha (3), FK Inter Bratislava (3), 1. FC Tatran Prešov (2), FK Ústí nad Labem, FC Hradec Králové, MŠK Žilina, SK Pardubice, FC Viktoria Plzeň, FK Teplice, Jednota Trenčín, FK Dukla Banská Bystrica, Bohemians Praha 1905

## Samostatný Český pohár (od roku 1993)

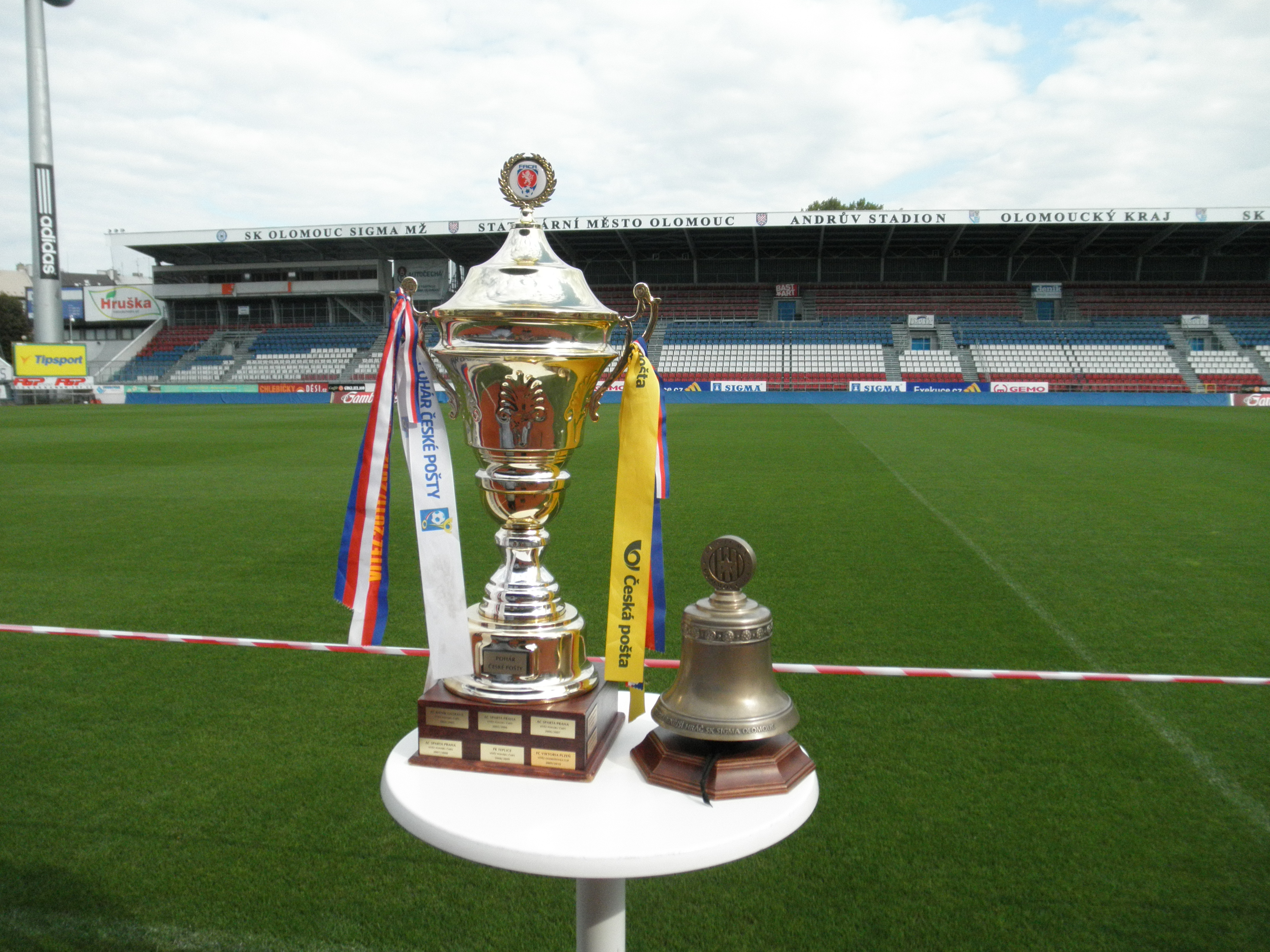
Pohár pro vítěze, na obrázku v držení Sigmy Olomouc.

K 1. lednu 1993 se rozděluje Československo. Československá asociace fotbalová, pořadatel ligové i pohárové soutěže dokončuje rozehraný ročník 1992/93 a poté rozdělením na Českomoravský fotbalový svaz (ČMFS) a Slovenský futbalový zväz (SFZ) zaniká. S ní definitivně zaniká i Československý pohár, nyní už jednozápasový souboj mezi vítězi Českého a Slovenského poháru.
Před rokem 1993 mohl do Poháru vítězů pohárů postoupit pouze vítěz Československého poháru. Po roce 1993 už pohár neexistoval a do PVP postupoval vítěz jak Českého, tak Slovenského poháru. Týmům tak k postupu do PVP odpadl nejtěžší souboj a šance na něj se tedy zvýšila, což pohár velmi zatraktivnilo.
Název pro novou soutěž byl vybrán velmi jednoduše, a ta tak byla podle pořadatele nazvána Pohár Českomoravského fotbalového svazu, zkráceně Pohár ČMFS. Ten soutěži s jednou přestávkou vydržel až do roku 2009.
- 1994 – Škoda Cup
- 1995 – Barum Cup
- 1996 – Pohár ČMFS
- 1997–1998 – Raab Karcher Cup
- 1999–2000 – Pohár ČMFS
- 2001–2002 – SPORT 1 Cup
- 2002–2004 – Pohár ČMFS
- 2004 – Volkswagen Cup
- 2004–2009 – Pohár ČMFS
- 2009–2011 – Ondrášovka Cup
- 2012–2014 – Pohár České pošty
- 2014–2015 – Pohár FAČR
- od 2015 – MOL Cup

### Vývoj Českého poháru po roce 1993
První ročník Poháru ČMFS odstartoval na podzim 1993. Všechna utkání se hrála na jeden zápas a do čtvrtfinále postoupily pouze kluby hrající ročník 1993/94 Gambrinus ligy. Do finále se potom probojoval spolu s AC Sparta Praha i klub FK Viktoria Žižkov, který svou poslední významnou trofej získal vítězstvím ve Středočeském poháru v roce 1940. Utkání po 90 minutách skončilo 1–1, a když v poslední minutě prodloužení Viktoria vyrovnala, šlo se hned v prvním ročníku na penaltový rozstřel. V poměru 6–5 v něm zvítězila Viktoria a stala se prvním vítězem Poháru ČMFS.

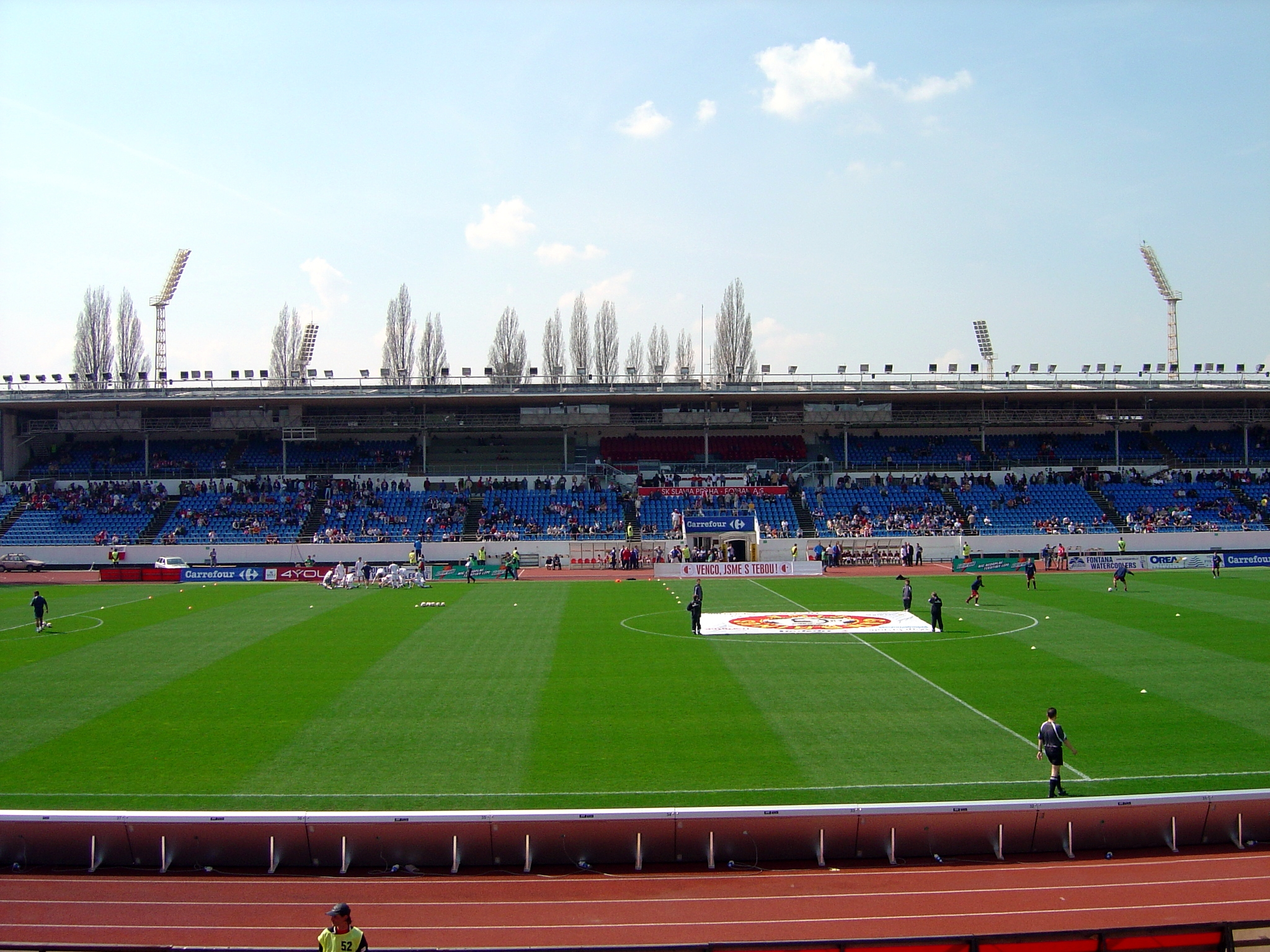
Stadion Evžena Rošického hostil prvních jedenáct finálových klání.

Aby bylo docíleno spravedlnosti, byla finále hrána na neutrální půdě. Až do roku 2004 to bylo v Praze, na stadioně Evžena Rošického na Strahově, přímo v sídle ČMFS.
Devadesátá léta i počátek nového milénia ovládly pražské kluby. Do finále se dostaly hned čtyři (Viktoria Žižkov, Slavia, Sparta i Dukla) a během prvních devíti ročníku nasbíraly celkem 11 finálových účastí. Úspěšná byla hned 3× SK Slavia Praha, a to v letech 1997, 1999 a 2002. Podruhé Český pohár v roce 2001 vyhrál i FK Viktoria Žižkov, když ve finále porazil tým AC Sparta Praha. Finálová utkání byla velmi vyrovnaná a častým jevem jsou prodloužení a penaltový rozstřel. V prvních devíti letech se po 90 minutách nerozhodlo hned šestkrát.
V sezoně 1999/00 se událo překvapení, když se dostal do finále klub, který v daném ročníku nepůsobil v 1. lize (podruhé od roku 1993). Podařilo se to týmu FK Baník Ratíškovice, který v té době hrál 2. ligu. Nakonec podlehl až pod samým vrcholem, a to Slovanu Liberec.
Od jarní části sezóny 2000/01 nesla soutěž název Sport 1 Cup podle sportovního televizního programu, který prostřednictvím digitálního satelitního vysílání provozovala společnost UPC Sport. Ta už po svém vstupu na český trh v září 2000 zakoupila práva na televizní přenosy ze zápasů domácího poháru a posléze se stala jeho generálním sponzorem. Díky UPC se tehdy významně zvýšily prémie za postup do jednotlivých kol. Čtvrtfinalisté získali po 120 000 korun, semifinalisté si přišli na 195 000 korun, poražený finalista bral 595 000 a vítěz 1 495 000 korun. I když televizní kanál Sport 1 ukončil svůj provoz v říjnu 2001, sezóna 2001/02 doběhla se sponzorským názvem díky předplacenému finančnímu plnění.
Před finále sezóny 2003/04 byl soutěži udělen název Volkswagen Cup a především díky tomu si finalisté Sparta Praha a Baník Ostrava rozdělili prémii ve výši 2 500 000 korun, i když smlouva s firmou Volkswagen Group nakonec nebyla nikdy podepsána. Od tohoto finále začala éra týmu AC Sparta Praha. Ten dokázal 4× během pěti let v celé soutěži zvítězit, a jako prvnímu se mu podařilo vítězství nejen obhájit, ale uzavřít vítězný hattrick. Stalo se tak v letech 2004–2008. Dvakrát to ve finále odnesl FC Baník Ostrava, který se však v sezoně 2004/05 dokázal vtěsnat do sparťanské vítězné šňůry. Do finále s Baníkem se dostalo 1. FC Slovácko a vzhledem k tomu, že oba kluby jsou z východu republiky, rozhodl se ČMFS poprvé v historii poháru přeložit finále mimo Strahov. Hostitelem se stal Andrův stadion v Olomouci a tah se vyplatil. Na finále dorazilo rekordních 11 251 diváků. V této sezóně však už před zápasy 4. kola (osmifinále) spolupráce mezi ČMFS a německou automobilkou skončila, ač měla podle původní ústní dohody trvat dva roky. Soutěž se tak od října 2004 opět jmenovala Pohár ČMFS.

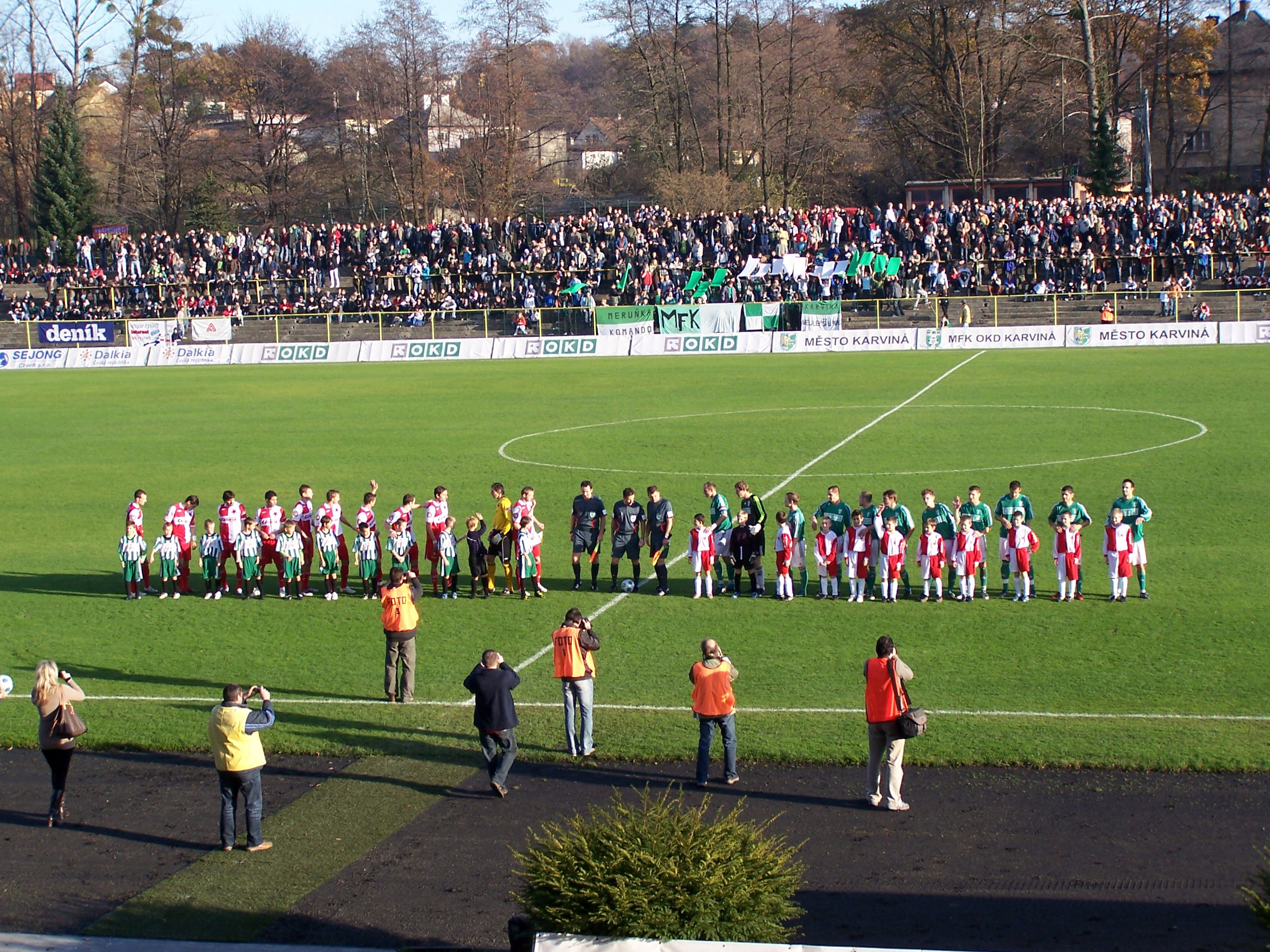
Pohár je velmi atraktivní pro kluby z nižších lig. Zde hostí MFK OKD Karviná tým SK Slavia Praha.

Finále ročníku 2005/06 mezi Spartou a Baníkem, hrané na Stadionu u Nisy v Libereci, se takového zájmu fanoušků netěšilo, a tak bylo na další tři roky opět vráceno na Strahov. Sparta tam postupně porazila FK Jablonec 97 i FC Slovan Liberec a dokončila zmiňovaný zlatý hattrick. V sezoně 2008/09 získal druhé vítězství FK Teplice, když porazil 1. FC Slovácko, jenž neuspěl ani ve svém druhém finále.
V roce 2009, již pod vedením nového předsedy ČMFS Ivana Haška nastává mírná reorganizace soutěže. Ta získává nového generálního sponzora, společnost Ondrášovka a.s. a od sezony 2009/10 nese název Ondrášovka Cup. A jsou patrny i další změny. Od čtvrtého kola (osmifinále) se hraje dvoukolově, systémem doma–venku. Finále je stále na jedno utkání, ale hostitelské místo se mění s tím, že se určí již před sezónou. Po vzoru fotbalově vyspělých zemí je zřízen český Superpohár, tedy pohár, kde se vítěz poháru utká s ligovým mistrem.
První ročník po úpravách vyhrává poměrně překvapivě FC Viktoria Plzeň, která v nedávné době strávila 4 sezony ve 2. lize. V poháru vítězí po 39 letech a díky tomu se dostává do 4. předkola Evropské ligy. Můžeme to označit za historický okamžik, protože právě zde se zrodila nová Viktoria, která hned v následujícím roce vyhrála ligový titul. Ve finále potřetí poražen odchází FK Baumit Jablonec.
I v sezoně 2010/11 prožívá jeden z týmů vítěznou premiéru, tentokrát je to FK Mladá Boleslav, která ve finále přehrála tým SK Sigma Olomouc. Sigma však složila reparát, když ve finále sezony 2011/12 porazila Spartu Praha.
To už se ale soutěž jmenovala Pohár České pošty. V polovině ročníku 2011/12 se společnost Ondrášovka a.s. částečně stáhla a přepustila pozici generálního partnera České poště.
Sigma Olomouc tedy jako první získala Pohár České pošty, ale UEFA jí start v Evropské lize neumožnila. Důvodem byla nedořešená kauza podplácení v zápase Olomouc – Bohemians.
Na konci ročníku 2013/14 začala Česká pošta z úsporných opatření omezovat své marketingové aktivity a smlouvu s FAČR pro další sezónu navzdory původní dohodě neprodloužila. Z toho důvodu se soutěž v sezóně 2014/15 zpravidla označovala jen jako český pohár nebo pod dalším oficiálním názvem Pohár FAČR (Pohár Fotbalové asociace České republiky), a to nejen v médiích, ale také v materiálech samotné fotbalové asociace.
Hledání nového generálního partnera skončilo 31. července 2015, kdy byl podepsán tříletý kontrakt s dvouletou opcí s maďarskou ropnou a plynárenskou společností MOL. Soutěž tedy získala název MOL Cup.

### Přehled finálových utkání
| Ročník  | Vítězný tým                                  | Výsledek       | Finalista                       | Místo konání                                                 | Počet diváků | Ref.   |
| ------- | -------------------------------------------- | -------------- | ------------------------------- | ------------------------------------------------------------ | ------------ | ------ |
| 1993/94 | FK Viktoria Žižkov – trenér Jiří Kotrba      | 2–2 (6–5 pen.) | AC Sparta Praha                 | Praha-Strahov Stadion Evžena Rošického                       | 7011         |        |
| 1994/95 | SK Hradec Králové – trenér Petr Pálka        | 0–0 (3-1 pen.) | FK Viktoria Žižkov              | Praha-Strahov Stadion Evžena Rošického                       | 4500         |        |
| 1995/96 | AC Sparta Praha – trenér Vlastimil Petržela  | 4–0            | FK Drnovice                     | Praha-Strahov Stadion Evžena Rošického                       | 7814         |        |
| 1996/97 | SK Slavia Praha – trenér František Cipro     | 1–0 po prodl.  | FC Dukla Příbram (II. liga)     | Praha-Strahov Stadion Evžena Rošického                       | 8236         |        |
| 1997/98 | FK Jablonec 97 – trenér Jiří Kotrba          | 2–1 po prodl.  | FK Drnovice                     | Praha-Strahov Stadion Evžena Rošického                       | 8276         |        |
| 1998/99 | SK Slavia Praha – trenér Jaroslav Hřebík     | 1–0 po prodl.  | FC Slovan Liberec               | Praha-Strahov Stadion Evžena Rošického                       | 4963         |        |
| 1999/00 | FC Slovan Liberec – trenér Ladislav Škorpil  | 2–1            | FK Baník Ratíškovice (II. liga) | Praha-Strahov Stadion Evžena Rošického                       | 4270         |        |
| 2000/01 | FK Viktoria Žižkov – trenér Zdeněk Ščasný    | 2–1 po prodl.  | AC Sparta Praha                 | Praha-Strahov Stadion Evžena Rošického                       | 4050         |        |
| 2001/02 | SK Slavia Praha – trenér Miroslav Beránek    | 2–1            | AC Sparta Praha                 | Praha-Strahov Stadion Evžena Rošického                       | 8820         |        |
| 2002/03 | FK Teplice – trenér František Straka         | 1–0            | FK Jablonec 97                  | Praha-Strahov Stadion Evžena Rošického                       | 5833         |        |
| 2003/04 | AC Sparta Praha – trenér František Straka    | 2–1            | FC Baník Ostrava                | Praha-Strahov Stadion Evžena Rošického                       | 6985         |        |
| 2004/05 | FC Baník Ostrava – trenér Jozef Jarabinský   | 2–1            | 1. FC Slovácko                  | Olomouc Andrův stadion                                       | 11251        |        |
| 2005/06 | AC Sparta Praha – trenér Stanislav Griga     | 0–0 (4–2 pen.) | FC Baník Ostrava                | Liberec Stadion U Nisy                                       | 4400         |        |
| 2006/07 | AC Sparta Praha – trenér Michal Bílek        | 2–1            | FK Jablonec 97                  | Praha-Strahov Stadion Evžena Rošického                       | 6022         |        |
| 2007/08 | AC Sparta Praha – trenér Jozef Chovanec      | 0–0 (4–3 pen.) | FC Slovan Liberec               | Praha-Strahov Stadion Evžena Rošického                       | 2865         | [ 41 ] |
| 2008/09 | FK Teplice – trenér Jiří Plíšek              | 1–0            | 1. FC Slovácko (II. liga)       | Praha-Strahov Stadion Evžena Rošického                       | 4820         | [ 43 ] |
| 2009/10 | FC Viktoria Plzeň – trenér Pavel Vrba        | 2–1            | FK Baumit Jablonec              | Praha-Letná Stadion Sparty na Letné                          | 8233         | [ 45 ] |
| 2010/11 | FK Mladá Boleslav – trenér Ladislav Minář    | 1–1 (4–3 pen.) | SK Sigma Olomouc                | Jihlava Stadion v Jiráskově ulici                            | 5430         | [ 47 ] |
| 2011/12 | SK Sigma Olomouc – trenér Petr Uličný        | 1–0            | AC Sparta Praha                 | Plzeň Stadion Štruncovy sady                                 | 7231         | [ 49 ] |
| 2012/13 | FK Baumit Jablonec – trenér Roman Skuhravý   | 2–2 (5–4 pen.) | FK Mladá Boleslav               | Chomutov Letní stadion                                       | 3000         | [ 51 ] |
| 2013/14 | AC Sparta Praha – trenér Vítězslav Lavička   | 1–1 (8–7 pen.) | FC Viktoria Plzeň               | Praha-Vršovice Stadion Eden                                  | 11 752       | [ 53 ] |
| 2014/15 | FC Slovan Liberec – trenér David Vavruška    | 1–1 (3–1 pen.) | FK Baumit Jablonec              | Mladá Boleslav Městský stadion                               | 4300         | [ 55 ] |
| 2015/16 | FK Mladá Boleslav – trenér Karel Jarolím     | 2–0            | FK Jablonec                     | Teplice Stadion Na Stínadlech                                | 2543         | [ 57 ] |
| 2016/17 | FC Fastav Zlín – trenér Bohumil Páník        | 1–0            | SFC Opava (II. liga)            | Olomouc Andrův stadion                                       | 11292        | [ 59 ] |
| 2017/18 | SK Slavia Praha – trenér Jindřich Trpišovský | 3–1            | FK Jablonec                     | Mladá Boleslav Městský stadion                               | 4625         | [ 61 ] |
| 2018/19 | SK Slavia Praha – trenér Jindřich Trpišovský | 2–0            | FC Baník Ostrava                | Olomouc Andrův stadion                                       | 11661        | [ 63 ] |
| 2019/20 | AC Sparta Praha – trenér Václav Kotal        | 2–1            | FC Slovan Liberec               | Liberec Stadion U Nisy                                       | 2351         | [ 64 ] |
| 2020/21 | SK Slavia Praha – trenér Jindřich Trpišovský | 1–0            | FC Viktoria Plzeň               | Plzeň Stadion Štruncovy sady                                 | 1167         |        |
| 2021/22 | 1. FC Slovácko – trenér Martin Svědík        | 3–1            | AC Sparta Praha                 | Uherské Hradiště Městský fotbalový stadion Miroslava Valenty | 7991         |        |
| 2022/23 | SK Slavia Praha – trenér Jindřich Trpišovský | 2–0            | AC Sparta Praha                 | Praha-Letná Stadion Sparty na Letné                          | 17037        |        |
| 2023/24 | AC Sparta Praha – trenér Brian Priske        | 2–1            | FC Viktoria Plzeň               | Plzeň Stadion Štruncovy sady                                 | 10647        |        |
| 2024/25 | SK Sigma Olomouc – trenér Tomáš Janotka      | 3–1            | AC Sparta Praha                 | Olomouc Andrův stadion                                       |              |        |

### Hostitelská místa finálových utkání
| Stadion                                     | Město            | Počet | Sehraná finále                                                                     |
| ------------------------------------------- | ---------------- | ----- | ---------------------------------------------------------------------------------- |
| Stadion Evžena Rošického                    | Praha            | 14    | 1994, 1995, 1996, 1997, 1998, 1999, 2000, 2001, 2002, 2003, 2004, 2007, 2008, 2009 |
| Andrův stadion                              | Olomouc          | 4     | 2005, 2017, 2019, 2025                                                             |
| Stadion U Nisy                              | Liberec          | 2     | 2006, 2020                                                                         |
| Stadion města Plzně                         | Plzeň            | 3     | 2012, 2021, 2024                                                                   |
| Městský stadion Mladá Boleslav              | Mladá Boleslav   | 2     | 2015, 2018                                                                         |
| Stadion Sparty na Letné                     | Praha            | 2     | 2010, 2023                                                                         |
| Stadion v Jiráskově ulici                   | Jihlava          | 1     | 2011                                                                               |
| Letní stadion                               | Chomutov         | 1     | 2013                                                                               |
| Fortuna Arena                               | Praha            | 1     | 2014                                                                               |
| Na Stínadlech                               | Teplice          | 1     | 2016                                                                               |
| Městský fotbalový stadion Miroslava Valenty | Uherské Hradiště | 1     | 2022                                                                               |

### Umístění nejúspěšnějších klubů soutěže
Následující tabulka shrnuje čtvrtfinálové účasti a umístění nejúspěšnějších klubů v jednotlivých ročnících.
| Klub               | 1994 | 1995 | 1996 | 1997 | 1998 | 1999 | 2000 | 2001 | 2002 | 2003 | 2004 | 2005 | 2006 | 2007 | 2008 | 2009 | 2010 | 2011 | 2012 | 2013 | 2014 | 2015 | 2016 | 2017 | 2018 | 2019 | 2020 | 2021 | 2022 |
| ------------------ | ---- | ---- | ---- | ---- | ---- | ---- | ---- | ---- | ---- | ---- | ---- | ---- | ---- | ---- | ---- | ---- | ---- | ---- | ---- | ---- | ---- | ---- | ---- | ---- | ---- | ---- | ---- | ---- | ---- |
| AC Sparta Praha    | F    | ČT   | V    | ČT   | –    | SF   | –    | F    | F    | –    | V    | –    | V    | V    | V    | SF   | ČT   | –    | F    | SF   | V    | ČT   | SF   | –    | –    | SF   | V    | SF   | F    |
| SK Slavia Praha    | SF   | –    | ČT   | V    | SF   | V    | ČT   | SF   | V    | ČT   | –    | ČT   | ČT   | –    | –    | SF   | SF   | SF   | –    | –    | ČT   | –    | –    | SF   | V    | V    | –    | V    | ČT   |
| FK Baumit Jablonec | –    | –    | SF   | ČT   | V    | –    | ČT   | ČT   | –    | F    | –    | ČT   | –    | F    | ČT   | –    | F    | ČT   | SF   | V    | SF   | F    | F    | –    | F    | –    | ČT   | ČT   | SF   |
| FC Slovan Liberec  | –    | –    | –    | –    | –    | F    | V    | –    | ČT   | –    | SF   | SF   | –    | –    | F    | ČT   | ČT   | –    | ČT   | SF   | –    | V    | ČT   | ČT   | ČT   | ČT   | F    | ČT   | –    |
| FK Viktoria Žižkov | V    | F    | –    | –    | –    | –    | ČT   | V    | –    | ČT   | –    | –    | ČT   | –    | ČT   | –    | –    | –    | –    | –    | –    | –    | –    | –    | –    | –    | –    | –    | –    |
| FK Teplice         | –    | –    | SF   | –    | –    | –    | –    | ČT   | ČT   | V    | ČT   | ČT   | –    | –    | –    | V    | ČT   | ČT   | SF   | ČT   | –    | SF   | –    | –    | –    | ČT   | –    | SF   | –    |
| FK Mladá Boleslav  | –    | –    | –    | –    | –    | –    | –    | –    | ČT   | –    | –    | –    | –    | ČT   | –    | –    | –    | V    | ČT   | F    | ČT   | SF   | V    | SF   | SF   | –    | ČT   | ČT   | ČT   |
| FC Baník Ostrava   | SF   | ČT   | –    | SF   | ČT   | ČT   | –    | ČT   | SF   | ČT   | F    | V    | F    | –    | –    | ČT   | –    | –    | ČT   | –    | –    | –    | –    | –    | ČT   | F    | ČT   | –    | –    |
| SK Sigma Olomouc   | ČT   | –    | –    | SF   | –    | ČT   | SF   | –    | –    | –    | –    | –    | –    | –    | –    | –    | SF   | F    | V    | ČT   | –    | –    | ČT   | –    | –    | ČT   | SF   | ČT   | ČT   |
| FC Viktoria Plzeň  | ČT   | ČT   | –    | ČT   | ČT   | –    | ČT   | –    | –    | –    | –    | SF   | –    | ČT   | –    | ČT   | V    | ČT   | –    | ČT   | F    | ČT   | SF   | –    | –    | –    | SF   | F    | –    |
| FC Hradec Králové  | –    | V    | –    | –    | –    | –    | –    | –    | –    | –    | –    | –    | SF   | –    | –    | –    | –    | –    | –    | –    | –    | –    | ČT   | –    | ČT   | –    | –    | –    | SF   |
| FK Drnovice        | –    | SF   | F    | –    | F    | SF   | –    | –    | –    | –    | –    | –    | –    | –    | –    | –    | –    | –    | –    | –    | –    | –    | –    | –    | –    | –    | –    | –    | –    |
| 1. FC Slovácko     | –    | –    | –    | –    | –    | –    | –    | –    | –    | –    | –    | F    | ČT   | ČT   | –    | F    | –    | –    | –    | ČT   | –    | ČT   | –    | –    | ČT   | –    | ČT   | –    | V    |
| FC Zbrojovka Brno  | ČT   | –    | –    | ČT   | SF   | ČT   | –    | –    | –    | –    | ČT   | –    | SF   | –    | SF   | –    | –    | ČT   | –    | –    | SF   | –    | –    | ČT   | –    | –    | –    | –    | –    |
| FC Trinity Zlín    | –    | –    | –    | -    | –    | -    | -    | –    | –    | SF   | –    | –    | –    | SF   | –    | ČT   | -    | -    | -    | -    | –    | –    | -    | V    | SF   | –    | –    | –    | –    |

## Tabulka počtu vítězství v Českém poháru
- Do tabulky se počítají všechna vítězství a prohraná finále v oficiálních ročnících Českého poháru, tj. 1939–46, 1969–93 a od roku 1993. Celkem 58 ročníků.
- Vítězství od roku 1993, tj. Pohár ČMFS, Raab Karcher Cup, SPORT 1 Cup, Volkswagen Cup, Ondrášovka Cup, Pohár České pošty, Pohár FAČR a MOL Cup, jsou vyznačena tučně.
- Hvězdičkou jsou vyznačeny ročníky, v nichž zvítězilo druholigové mužstvo.

| Vítězové Českého poháru 1939–2025 | Vítězové Českého poháru 1939–2025 | Vítězové Českého poháru 1939–2025 | Vítězové Českého poháru 1939–2025                                                                                                   |
| --------------------------------- | --------------------------------- | --------------------------------- | --- |
| Klub                              | Tituly                            | Finalista                         | Vítězné ročníky |
| AC Sparta Praha                   | 22                                | 8                                 | 1943, 1944, 1946, 1972, 1975, 1976*, 1980, 1984, 1986, 1987, 1988, 1989, 1992, 1993, 1996, 2004, 2006, 2007, 2008, 2014, 2020, 2024 |
| SK Slavia Praha                   | 11                                | 2                                 | 1941, 1942, 1945, 1974, 1997, 1999, 2002, 2018, 2019, 2021, 2023                                                                    |
| FC Baník Ostrava                  | 5                                 | 6                                 | 1973, 1978, 1979, 1991, 2005 |
| Dukla Praha                       | 4                                 | 5                                 | 1981, 1983, 1985, 1990 |
| FK Teplice                        | 3                                 | 1                                 | 1977, 2003, 2009 |
| SK Sigma Olomouc                  | 2                                 | 1                                 | 2012, 2025 |
| FK Viktoria Žižkov                | 2                                 | 1                                 | 1994, 2001 |
| FC Viktoria Plzeň                 | 2                                 | 6                                 | 1971, 2010 |
| FK Baumit Jablonec                | 2                                 | 7                                 | 1998, 2013 |
| FC Slovan Liberec                 | 2                                 | 3                                 | 2000, 2015 |
| FK Mladá Boleslav                 | 2                                 | 2                                 | 2011, 2016 |
| FC Trinity Zlín                   | 2                                 | —                                 | 1970, 2017 |
| SK Olomouc ASO                    | 1                                 | —                                 | 1940* |
| Bohemians Praha 1905              | 1                                 | 4                                 | 1982 |
| FC Hradec Králové                 | 1                                 | —                                 | 1995 |
| 1. FC Slovácko                    | 1                                 | 2                                 | 2022 |

- Finálové účasti týmů, které nikdy nevyhrály: SK Dynamo České Budějovice (2), FK Drnovice (1),SK Prostějov, SK Rakovník, AC Sparta Praha „B“, SK Kladno, FC Vítkovice, FC Zbrojovka Brno, FK Baník Ratíškovice, 1. FK Příbram a SFC Opava

## Pohárová překvapení
Národní poháry mají díky tomu, že se zde potkávají týmy z různých pater systému ligových soutěží, zvláštní náboj. Týmy z nižších lig mají obrovskou motivaci a hráči mnohdy životní šanci potkat se se svými idoly. Díky tomu vznikají překvapení, o které není nouze ani v historii Českého poháru.
Hned v prvním ročníku, konaném v sezóně 1939/40 se do finále na úkor tehdy jasně dominantních týmů Sparty a Slavie probojovali SK Prostějov a SK Olomouc ASO. Druhý jmenovaný zvítězil 3–1 a 2–1 a tak měl hned na úvod pohár v držení tým, který hrál ve 2. lize.

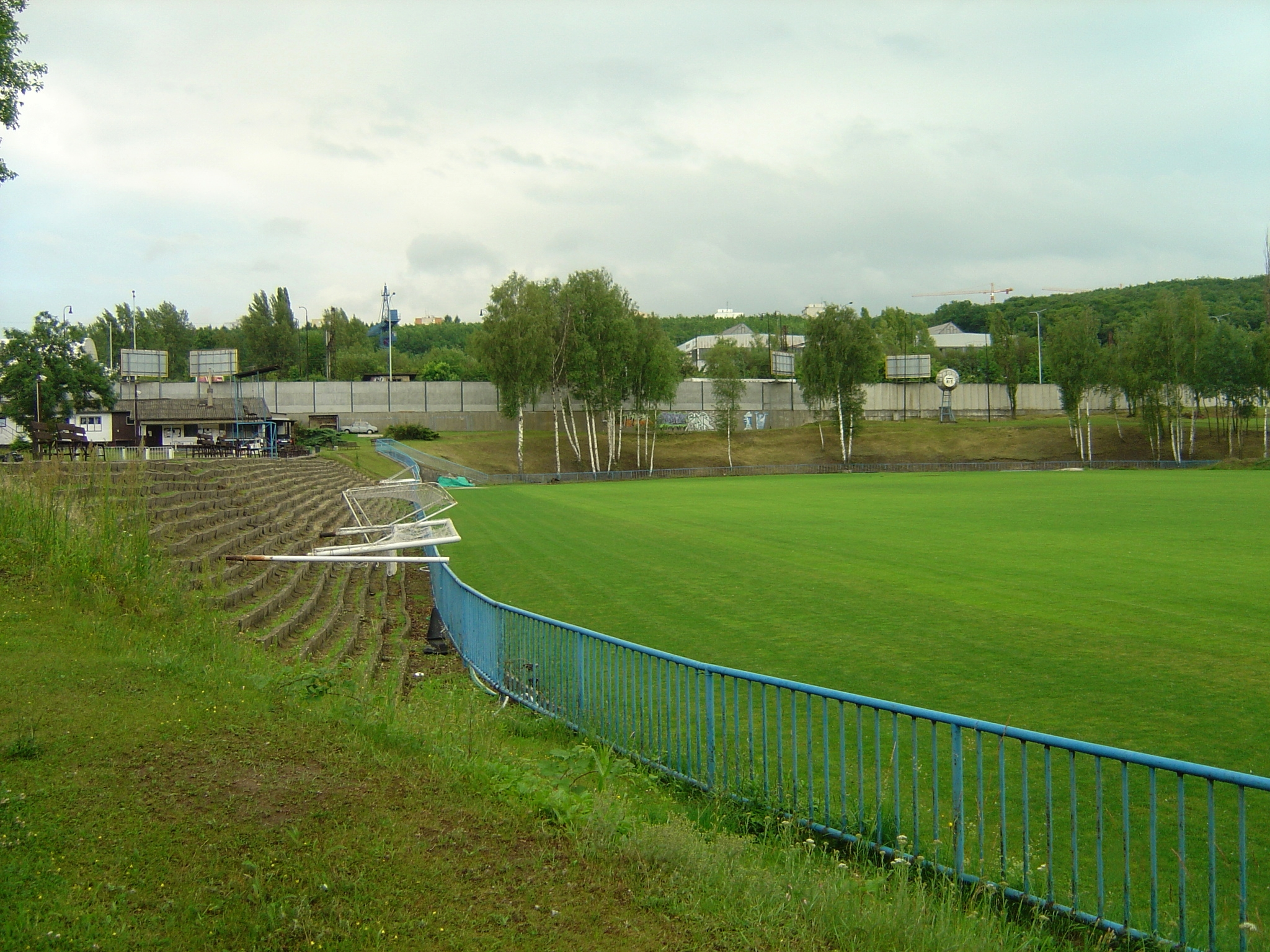
I na takovýchto stadionech se hraje Český pohár (na fotografii stadion SK Sparta Krč).

V roce 1970 při obnovení Českého poháru se taktéž druholigový LIAZ Jablonec probojoval až do finále, kde ale podlehl týmu TJ Gottwaldov, a to celkem výrazně 2–2 a 4–0.
Asi největší kuriozita se odehrála v následujícím ročníku 1970/71. V semifinále se střetla AC Sparta Praha se svým B-týmem, který nakonec zvítězil 2–1 a postoupil na její úkor do finále. Po dvou utkáních s týmem TJ Škoda Plzeň byl výsledek stále nerozhodný 1–1 a 3–3, proto následoval penaltový rozstřel. Všech deset hráčů své pokusy proměnilo a na toto pravidla nepamatovala. O vítězi musel rozhodnout až los, který, „ke štěstí historiků“, vyhrála Plzeň.
V sezóně 1975/76 se do finále dostala dvě druholigová mužstva – Sparta ČKD Praha zvítězila nad týmem SONP Kladno v obou finálových zápasech. O dva roky později se to povedlo týmu AŠ Mladá Boleslav, který dokonce vyhrál první zápas 1–0, ale odvetu na hřišti svého soupeře, Baníku Ostrava, prohrál 0–2. V roce 1985 a 1991 se dokonce dvakrát podařilo ze 2. ligy postoupit až do finále Dynamu České Budějovice, ale v obou prohrálo o dvě branky.
V roce 1990 se Slovácké Slavii Uherské Hradiště podařilo projít do finále jako třetiligovému celku, poprvé a prozatím naposledy během historie. Tam nakonec podlehla Dukle 3–5. Poté prošly do finále ještě čtyři druholigové celky. V sezoně 1996/97 to byla slavná Dukla Praha, která ale 2. ligu ten rok vyhrála a postoupila zpět. Zajímavé jméno se ve finále ocitlo v ročníku 2000/01: FK Baník Ratíškovice, tehdy druholigový, dnes tým krajské A-třídy, podlehl ve finále Slovanu Liberec pouze 1–2. V ročníku 2008/2009 podlehlo druholigové 1. FC Slovácko ve finále Teplicím. Posledním druholigovým finalistou byl SFC Opava v ročníku 2016/17, kdy vítěz poháru automaticky postupoval do základní skupiny Evropské ligy UEFA: Opava však ve finále prohrála 0–1 se Zlínem, a tak se do Evropské ligy kvalifikoval Zlín.
Výčet překvapení v ranějších kolech soutěže než semifinále by byl hodně dlouhý. Vzpomeňme například na tým SK Slavia Praha, který v sezoně 2007/08 vypadl ve 3. kole s divizním SK Líšeň, a v sezóně 2011/12 ve stejném kole opět s divizním Převýšovem dokonce v poměru 0–3. Nebo v sezóně 2015/16 vypadl v druhém kole po porážce 3:4 prvoligový FC Baník Ostrava s divizním SK Jiskra Rýmařov. O překvapení tohoto typu bývá každý rok postaráno. V sezóně 2019/20 se o velké překvapení postaral třetiligový FK Chlumec nad Cidlinou, který cestou pohárem vyřadil postupně Příbram a Bohemians. Jeho cesta skončila v prodloužení zápasu s Viktorií Plzeň. V sezóně 2021/2022 se klubu FK Zbuzany 1953 povedlo ve druhém kolem MOL Cupu porazit na stadionu U Nisy prvoligový FC Slovan Liberec výhrou 1:2 v řádné hrací době. V sezóně 2022/2023 se klubu FC Hlučín podařilo porazit ve třetím kole prvoligovou FC Viktoria Plzeň poměrem 3:2 a klubu MFK Vyškov postupně porazit prvoligové kluby nejprve ve třetím kole FK Jablonec a v osmifinále FC Trinity Zlín oba 1:0 v řádné hrací době. Jeho cesta skončila ve čtvrtfinále s SK Slavia Praha.